# Camille Lepage
Pour les articles homonymes, voir Lepage.
Camille Lepage, née le 28 janvier 1988 à Angers (Maine-et-Loire) et morte le 12 mai 2014 en Centrafrique, est une photographe de guerre et journaliste française.

## Biographie

### Formation
Camille Lepage est native d'Angers, où son père est paysagiste et sa mère DRH,. Elle y effectue ses études secondaires au lycée Saint-Martin, aujourd'hui ensemble scolaire Saint-Benoît. Après un échec au concours d'entrée à Sciences Po, passionnée de photojournalisme depuis son adolescence, elle part étudier le journalisme à l’université de Southampton Solent en Angleterre, avec une année Erasmus à la Hogeschool Utrecht aux Pays-Bas et un stage d'étude à Rue89 comme rédactrice.

### Travail au Soudan du Sud
Lors d'un second stage en Égypte, elle découvre l'importance de la crise au Soudan, pays frontalier, qui vient d'être divisé, et décide de s'y installer comme photographe multicarte,, afin d'y mener un travail journalistique de longue haleine sur un conflit peu médiatisé, dans le plus jeune pays du monde. Son ami Jonathan Pedneault se moque d'elle avec affection, car elle ne parvient pas à placer ses «  photos de petits Noirs affamés ». Sa lettre de motivation envoyée au studio Hans Lucas mentionne son souhait de « permettre une meilleure compréhension de fond d’une petite partie du monde, couvrir ces zones délaissées et rapporter de nouvelles images de régions ignorées, voire oubliées ».  Cette approche originale lui permet de gagner la confiance des populations, des sources d'information locales, puis d'être récompensée par des publications dans nombre de grands médias prestigieux.

### Le conflit des Monts Nubas
À Djouba, capitale du nouvel état du Soudan du Sud, elle trouve un emploi au sein du plus grand journal du nouveau pays : The Citizen (en). Elle loue pour 600 dollars une tente dans le camping d'un hôtel. Elle vend des photos à l'AFP, qui n'a pas de bureau dans la ville. Elle partage une maison sans électricité avec la photographe roumaine Andreea Câmpeanu, et achète une vieille moto.
Découvrant le conflit des Monts Nouba, elle décide de s'installer en décembre au Kordofan du Sud, malgré l'interdiction de ce territoire aux médias par le gouvernement soudanais. Elle fait un bref retour en France pour son dernier Noël en famille, au cours duquel elle confie à un quotidien français sa colère de voir qu'aucun média ne couvre les bombardements des Monts Nouba.
Camille Lepage trouve ensuite un emploi dans un journal ougandais, ce qui lui permet de traverser à pied la frontière vers les Monts Nouba, où la population meurt de faim dans les grottes où elle a été contrainte de se réfugier, en raison des bombardements militaires, et des tensions liées à l'extraction du pétrole.
En septembre 2013, elle quitte le Soudan du Sud pour s'installer en Centrafrique afin de couvrir la guerre civile qui vient d'éclater, et à laquelle les médias ne s'intéressent pas encore. À peine arrivée, elle est interviewée par le site spécialisé Petapixel, qui a remarqué « détermination » et « regard intuitif » dans sa couverture des Monts Nouba au Soudan du Sud. Ses réponses dénoncent l'absence de la plupart des médias sur le front des Monts Nouba, car selon elle ils craignent de déplaire aux publicitaires pendant certaines périodes.

### Travail en Centrafrique
Selon des médias de Guinée, Centrafrique et Burkina Faso, le travail de Camille Lepage révèle l'ampleur de la nouvelle guerre civile centrafricaine, « fratricide et absurde », en « témoignant par l'image de la réalité de la vie des populations prises en otage ». Ses photos sont publiées par Reuters, Associated Press, AFP, BBC, Le Monde, Wall Street Journal, Guardian, Sunday Times, le Washington Post, et La Croix. 
Amnesty International et Médecins sans frontières la font également travailler, lui prêtent un gilet pare-balles. Sur le terrain, ses confrères de l'Agence centrafricaine de presse découvrent l'utilité d'avoir dans leur pays une professionnelle assez engagée dans le long terme pour « capter toute l’horreur des conflits des Monts Nuba », se met à l'écoute des réalités locales, va « au contact » et surtout arrive « bien avant la médiatisation de la crise dans le pays avec le débarquement des Sangaris » français,. Avoir vécu au milieu de la population soudanaise, sans confort ni électricité, lui a appris les codes intimes de la photo réussie en Afrique (courtoisie, humour, bonne distance physique, acceptation du refus éventuel d'être photographié).
À son arrivée à Bangui le 2 octobre 2013, elle est hébergée chez des expatriés à l'Institut Pasteur, puis par Médecins sans frontières, avant de partager un appartement prêté par des expatriés avec William Daniels, débarqué fin novembre pour un deuxième séjour, qui a entendu parler de son sens du contact, lui permettant d'être « connue dans Bangui ». Elle lui présente une famille dont une des femmes a été tuée par l’explosion d’une grenade. Ses photos des funérailles valent à ce dernier le prix World Press Photo. Début décembre, face à l'aggravation des violences, ils décident de déménager dans un secteur de Bangui moins isolé.

#### Arrivée des Sangaris, menaces, sanctions et assassinats de journalistes dix jours avant sa mort
Une meilleure couverture du drame centrafricain dans la grande presse européenne et américaine contribue à la sensibilisation d'une partie de l'opinion publique. Le 5 décembre 2013, une résolution de l'ONU confie à la France l'Opération Sangaris, qui est plutôt bien accueillie par l'opinion publique française. Ce bon accueil a lieu malgré un contexte centrafricain plus complexe, et plus difficile à comprendre que celui du Mali, où les groupes islamistes combattus par les militaires français sont plus faciles à identifier. Peu après, la Cour pénale internationale envoie une mission chargée d'enquêter sur les exactions commises notamment par l'ex-rébellion Séléka, à majorité musulmane, au pouvoir entre mars 2013 et janvier 2014.
L'intervention internationale coïncide avec des menaces et tracasseries contre les journalistes, dont Camille Lepage s'inquiète lors de conversations avec RSF en décembre, deux mois seulement après son arrivée. Les militaires français lui signalent assez rapidement que ses reportages lui font « prendre des risques ». Elle reçoit au même moment un 2e prix du Pictures of the Year International,.
En janvier, le procureur de Bangui Ghislain Gresenguet demande la fermeture du journal Le Démocrate et requiert un an et demi de prison contre son directeur Ferdinand Samba, accusé de diffamation à l'encontre de Sylvain Doutingai, ministre d’État aux finances et cousin du chef de l’État Michel Djotodia. En janvier, le gouvernement est renversé mais les persécutions continuent. Menacé de mort, Ferdinand Samba fuit le pays. En avril, c'est Régis Zouiri et Patrick Stéphane Akibata, respectivement directeurs des journaux Palmarès et Le Peuple, qui sont détenus plusieurs jours à Bangui, à la suite d'articles jugés diffamatoires contre la présidente de transition, Catherine Samba-Panza.
Dans la nuit du 29 avril, des bandes armées attaquent le domicile de deux autres journalistes centrafricains. Le rédacteur au journal Le Démocrate, Désiré Sayenga, est atteint au thorax et succombe à ses blessures le lendemain. Un journaliste de la radio protestante Voix de la Grâce, René Padou, est mortellement blessé et survit jusqu'au 5 mai, en même temps que son frère aîné, selon une source policière. Au soir d’une marche pour protester contre ces deux assassinats, des menaces de mort sont proférées contre des journalistes de Radio Ndeke Luka. Camille Lepage, après une semaine à New York pour rencontrer des rédacteurs en chef, est alors revenue en brousse. RSF constate au même moment que nombre de journalistes "ont été contraints de se cacher ou de quitter le pays après avoir fait l’objet de menaces de mort" et que "la majorité des journalistes centrafricains n’exerce plus et ceux qui l’osent se voient régulièrement menacés". 

#### Tuée à moto, lors d'un reportage à la frontière camerounaise
Camille Lepage est tuée le 12 mai 2014. Elle souhaitait couvrir le problème de l'exploitation diamantifère. Avec son ami canadien Jonathan Pedneault, formateur radio, envoyé par une ONG pour une tournée d'un mois dans l’ouest du pays, elle s'était rendu à Berbérati, au cœur du premier bassin diamantifère du monde (un million de carats par an). Ils sont hébergés par Hassan Fawaz, négociant libanais en diamants, et y rencontrent le « colonel Rock » , des anti-balaka. Le 3 mai, Camille Lepage accompagne le groupe de ce dernier à Nao pour une journée. Elle repart avec eux pour cinq jours, seule, Jonathan Pedneault devant rentrer à Bangui. Une amie commune, Katarina, reçoit un appel vers 20 heures, le 10 mai, deux jours avant le retour : « Camille avait des informations à transmettre par message texte », explique Jonathan Pedneault à Paris Match. Mais le message texte n'aboutira jamais. Elle est tuée le lendemain, alors qu'elle vient de traverser le village de Ngambongo, en direction de la frontière camerounaise, selon John Miladé, responsable d'une petite équipe de militants anti-balaka qui l'escortaient. Tôt le matin, elle avait filmé et photographié les attaques de mercenaires de l'ex-Seleka, lourdement armés, contre un village habité par les anti-balaka. Les motos se rendaient au village de Gbambia, près de Gbiti, la localité voisine camerounaise, pour un autre reportage de Camille Lepage,.
Les premières motos passées, les ex-Seleka tirent sur l'arrière du convoi, tuant la journaliste d'une balle dans la tête. Entendant les coups de feu, la tête du convoi fait demi-tour et riposte. Le combat dure une demi-heure[réf. nécessaire]. Les assaillants, qui ont volé les appareils photos de la journaliste, fuient en laissant des armes et le corps de six des leurs. Les anti-balaka ramènent les corps de Camille Lepage et quatre des leurs au dispensaire de Gallo-Bouyau. Dans cette bourgade de 17 000 habitants, « la population a barricadé la route pour protester contre le désarmement par la Force Sangaris des anti-balaka qui ramenaient les corps ». Finalement un accord est trouvé pour qu'ils puissent les ramener, dans un 4×4 et protégés par du linge, jusqu’à Bouar, lieu d'une importante mission catholique. Pendant ce temps-là, Jonathan Pedneault, qui a appris le décès par Hassan Fawaz, appelle son correspondant sur place et apprend que les corps vont être ramenés. Il interroge le porte-parole de la force Sangaris, qui affirme n’être au courant de rien.
Le surlendemain de l'embuscade, les cinq corps sont remis aux militaires français. Le projet de les ramener jusqu'à Bouar ne se concrétise pas. L'adjudant Yannick, de l'opération Sangaris, alors en patrouille vers Gallo-Bouyau, témoigne :

« Le responsable du 4x4 est descendu et c’est là qu’il m’a annoncé qu’il y avait cinq corps dans le 4×4, dont celui d’une journaliste française. Ils m’ont dit que ce n’était pas eux, que c’était une bande armée qui était à 80 kilomètres au sud de là où j’étais. Ils venaient pour ramener les corps au dispensaire de Gallo. »

Peu après, la présidence de la République française annonce sa mort et demande que « ses assassins ne soient pas impunis ». Camille Lepage est le vingtième journaliste français mort au travail en 25 ans, dont cinq ont été assassinés, tous en Afrique sub-saharienne, parmi lesquels Ghislaine Dupont et Claude Verlon (RFI), tués à proximité de Kidal (Mali) à l'automne 2013, et Jean Hélène et Guy-André Kieffer, tous deux assassinés en Côte d'Ivoire en 2004.

Le 10 septembre 2016, François Hollande rendait hommage à Camille Lepage en ces termes : 

« Le 12 mai 2014, Camille Lepage, une jeune photographe de grand talent, âgée d’à peine vingt-six ans, était tuée en Centrafrique alors qu’elle effectuait un reportage dans l’Ouest du pays. J’avais partagé le chagrin de sa famille et de ses proches, lors du retour de sa dépouille à Paris. Aujourd’hui, au ministère de la Culture et de la Communication, étaient exposés quinze clichés réalisés par Camille Lepage au Soudan du Sud et en Centrafrique. Ils nous saisissent par l’horreur des scènes que ses photos révèlent et la profonde humanité qu’elle mettait pour capter le visage de celles et ceux qui espéraient encore. Camille Lepage avait un grand talent et un immense courage. Elle accomplissait son métier comme une mission humanitaire. Elle voulait témoigner de ce que subissent les populations civiles quand l’acharnement de milices ou de factions provoquent les pires exactions dans l’indifférence et le silence. Elle voulait alerter, informer pour que nul n’ignore ces drames. La famille de Camille a créé au lendemain de sa disparition une association qui, chaque année, distingue le travail d’un photojournaliste par la remise d’un prix. Ils l’ont appelé du beau nom de « Camille Lepage - On est ensemble ». Nous sommes ensemble. C’est le message que je souhaite adresser aux photographes et aux journalistes qui, comme le fit Camille Lepage, s’engagent au péril de leur vie pour nous mettre sous les yeux les souffrances des peuples martyrs. Ce fut aussi l’honneur des militaires français que de contribuer à les faire cesser en Centrafrique. Camille Lepage est le vingtième journaliste français mort en mission. Celle de nous informer. Partout et toujours. »

### L'enquête sur son assassinat
Une enquête préliminaire est lancée quelques jours après sa mort. L'étape suivante est l'ouverture d'une information judiciaire, révélée par la presse le 28 mai. D’après le rapport d’autopsie, selon une source proche de l’enquête, la journaliste est morte d'une balle dans la tête. Deux juges d’instruction du Tribunal de grande instance de Paris sont désignés : Raphaëlle Agenie-Fécamp et Virginie Van Geyte. Les enquêteurs de l'Office central pour la répression des violences aux personnes prévoient de se rendre sur le terrain, à la frontière de la Centrafrique avec le Cameroun, avec l’aide de l’armée française.
Un mois après, l’enquête piétine pour déterminer les circonstances de son assassinat. Le 19 juin, la France a envoyé ses enquêteurs en Centrafrique afin de poursuivre les investigations.
En mai 2016, l'enquête n'a toujours pas été élucidée. La mère de Camille Lepage déclare « Deux ans après, on ne sait toujours pas qui sont les assaillants ».
En 2018, d’après des informations recueillies par RSF, l'avocat de la famille Lepage affirme que le dossier d’instruction sur l’affaire Camille Lepage a disparu ce qui contraint les magistrats à reporter le procès d’assises qui devait initialement se tenir au début de l’année 2018.

### Réactions à l'assassinat
Son assassinat est condamné par le Conseil de sécurité des Nations unies, dans une déclaration inhabituellement axée sur la liberté de la presse, appelant le gouvernement de transition de la République centrafricaine à enquêter rapidement sur cet incident et à traduire les coupables en justice. 
Les grands médias américains, influents auprès des décideurs, expliquent immédiatement l'enjeu. Dès l'annonce du meurtre, l'agence Associated Press estime que le décès de cette reporter « très talentueuse » soulève la question de l'aggravation des conditions de travail des médias dans les régions très instables. Le Washington Post rappelle qu'elle avait développé, par un investissement de deux ans, une écoute des populations oubliées ou marginalisées, au moment où un quart des habitants de Centrafrique est déplacé à cause des violences.
La colère monte en particulier dans la presse africaine. L'Agence centrafricaine de presse s'inquiète de la disparition d'une professionnelle assez engagée dans le long terme pour « capter toute l’horreur des conflits », capable « d'aller au contact » et d'arriver « bien avant la médiatisation de la crise dans le pays » et le débarquement des Sangaris français. Le Syndicat des journalistes ivoiriens condamne les trois « assassinats », y voyant une intention de « museler » la presse en Centrafrique et invite toutes les parties prenantes dans la résolution de la crise à assurer « une meilleure sécurité des citoyens dont les journalistes et professionnels des médias ». La presse guinéenne juge que ce meurtre pose le problème du « devoir de témoignage » dans les « zones les plus dangereuses » et le ministre guinéen de l'Administration du territoire, Aristide Sokambi, y voit « un coup dur qui est porté à la transition, par ceux qui ne veulent absolument pas que la paix revienne dans ce pays, ceux qui continuent de tirer les ficelles des violences ». Le CPJ, association à but non lucratif fondée en 1981, demande à connaître les circonstances de l'embuscade.
Après sa mort, certains reporters font remarquer que l'investissement très important des photoreporters comme Camille Lepage pourrait être mieux reconnu par les médias, qui attendent de choisir les meilleures photos, sans passer commande, système de plus en plus critiqué car il exerce une forme de pression à la prise de risque. Elle avait déploré dans une interview que sa couverture soit soumise à l'agenda des médias. Autre conséquence, le manque de moyens, la journaliste voyageant en moto, à pied ou dans des vieux taxis.
L'AFP reprend aussi une enquête de la SCAM de novembre 2013 indiquant que bon nombre de photoreporters de guerre n'ont pas de contrat d'assurances lorsqu'ils partent faire leur métier, et qu'un sur deux a des revenus de moins de 1 000 euros par mois. Plus globalement, les reporters de guerre (incluant les rédacteurs et les reporters de télévision) sont mieux payés : la moitié a un revenu annuel d'au moins 40 000 euros. Camille Lepage travaillait installée dans le pays, pour mieux comprendre les réalités locales, à l'écoute de la population et des organisations non-gouvernementales, sur un mode non-intrusif et plus apte à se faufiler sur tous les terrains.

## Distinctions
- Camille Lepage : deuxième prix, dans la catégorie « Portrait » en février 2014, pour la série Vanishing Youth[23],[24], au Pictures of the Year International (POYi). Datant de 1944,  le plus ancien et l'un des plus prestigieux et respecté concours de photojournalisme dans le Monde (avec le World Press Photo of the Year et le Prix Pulitzer ), selon le magazine suisse L'Hebdo[54] et l'agence Reuters[55].
- « Coup de cœur » de l’A.N.I. (association nationale des iconographes), lors du festival Visa pour l'image en 2013[56]
- Finaliste de la bourse du Talent #57 de photographie.com en 2014 pour son reportage On est ensemble[57], réalisé en Centrafrique. dans la catégorie Reportage[58],[59].
- Photo du jour du 15 juillet 2013 sur The New York Times[60]
- Bourse du talent reportage 2014 - Prix exceptionnel de la photographie, juin 2014[61],[62]
- Prix de la Fondation Manuel Rivera-Ortiz[63],[64],[65]

## Hommages
- Le 3 mai 2019, une Place Ghislaine-Dupont-Claude-Verlon-Camille-Lepage est inaugurée dans le 2e arrondissement de Paris, en hommage aux trois journalistes tués[66].
- Le collège public de Loireauxence en Loire-Atlantique, inauguré à la rentrée 2021, reçoit officiellement le nom de Camille Lepage le 23 juin 2022[67].
- Depuis le 25 novembre 2022, le nouvel amphithéâtre de l'ensemble scolaire Saint-Benoît à Angers porte le nom de Camille Lepage, ancienne élève du collège et du lycée.
- En 2024, dans le cadre des Rencontres de la Photographie d'Arles, une exposition rétrospective de ses photos est organisée par la Fondation Manuel Rivera Ortiz.

## Biographie cinématographique
- 2019 : Camille, film réalisé par Boris Lojkine qui revient sur le parcours de Camille Lepage en Afrique jusqu'à son assassinat. Le rôle-titre est interprété par l'actrice Nina Meurisse.

## Expositions
- Camille Lepage, photojournaliste, Grand Théâtre d'Angers, (novembre - décembre 2014)[68].
- Le travail de Camille Lepage exposé à la Bibliothèque nationale de France (BnF) dans le cadre de l'édition 2014 de la Bourse du talent (décembre 2014 - février 2015)[69].

## Prix Camille Lepage
Le prix Camille Lepage créé par l'association « Camille Lepage – On est ensemble » vise à encourager le travail d’un photojournaliste. Il est décerné chaque année pendant le festival international du photojournalisme Visa pour l'image à Perpignan.

## Ouvrage
- République Centrafricaine : On est ensemble[70], Paris, Collection des photographes - CDP Éditions, 2015, 64 p. (ISBN 978-2-35130-157-9).
- Pure colère, Paris, éditions de la Martinière, 24 août 2017, 160 p. (ISBN 978-2-7324-8211-8).